# Колутић од лука
Колутић од лука је предјело или прилог које се послужује у Сједињеним Америчким Државама, Канади, Уједињеном Краљевству, Ирској, Аустралији, на Новом Зеланду, Јужној Африци,у неким деловима Азије,Континенталне Европе и Латинске Америке. 
Састоји се од колутова лука који се умачу у презлу и прже у уљу. Иако се обично служе као прилог или предјело, често их људи једу саме.
Тачно порекло колутића од лука није познато. 
Рецепт за колутиће од лука је 1933. године је изашао у Њујорк Тајмс магазину. Један од рецепата се можда појавио у Мидлтаун Дејли Тајмс 13. јануара 1910. године, али лист не тврди да је то оригинални рецепт.
Ланац ресторана Кирбис Пиг Станд из Тексаса тврди да су они први изумели рецепт раних 1920. година. Исти ланац ресторана, који је у своје време имао ресторане на преко 100 локација широм Сједињених Америчких држава такође тврди да је зачетник тексашког тоста.
Књига рецепата коју је написао Џон Молард 1802. године, „Поједностављено и префињено умеће кувања” садржи рецепт „Колутићи од лука са пармезаном”. Рецепт наводи да се колутићи од лука умоче у тесто које се састоји од брашна,павлаке, соли, бибера и пармезана, а након тога се прже у уљу.
1. ↑  Talman, Charles Fitzhugh (1933-11-05). „INDIAN SUMMER: A MYTH AND A FACT, TOO; What the Weather Men Have to Say About The Mild Period of The Autumn THE INDIAN SUMMER SEASON What the Weather Men Have to Say About the Mild Period That Comes Along in Autumn (Published 1933)”. The New York Times (на језику: енглески). ISSN 0362-4331. Приступљено 2021-03-09.
2. ↑  Popik, Barry. „Barry Popik”. www.barrypopik.com (на језику: енглески). Приступљено 2021-03-09.
3. ↑  „Oak cliff Trivia”.